# Laboral Kutxa-Fundación Euskadi
El Laboral Kutxa–Fundación Euskadi (código UCI: LKF) es un equipo ciclista femenino de España de categoría UCI Women's Continental Team, segunda máxima categoría femenina del ciclismo en ruta a nivel mundial. La estructura también cuenta con un equipo sub-23 masculino.

## Historia
Fundado en 2019, en 2021 se convirtió en equipo profesional. La Fundación Euskadi, firmó un acuerdo con Laboral Kutxa hasta la temporada 2028 (incluida) con el objetivo de alcanzar la categoría WorldTour y dotar al equipo de un presupuesto y una estructura que situasen al equipo como un referente en el que mirarse todas las mujeres de Euskadi que quieran practicar deporte al más alto nivel.  Además del apoyo de LABORAL Kutxa, se le suma el de HZEIDF como segundo patrocinador, sumándose así a Orbea y Etxeondo. En 2022 el equipo decide profesionalizar a toda la plantilla y asegura unos ingresos a todas las corredoras, si bien, en España, incluso a nivel profesional femenino, la mayoría de las ciclistas son amateurs. Recibe el apoyo de la Fundación Euskadi y Laboral Kutxa.
En octubre de 2023, solicitó a la UCI poder ser equipo UCI WorldTour para las temporadas 2024 y 2025. Sin embargo, en diciembre del mismo año la UCI desestimó dicha petición, por lo que el equipo seguiría esos años en categoría UCI Women's Continental.
Durante la temporada 2024, el equipo fue uno de los invitados por la organización del Tour de Francia Femenino a la edición de ese año.

## Material ciclista
El equipo utiliza bicicletas Mendiz y componentes Shimano. Usan la marca Alemana Abus para los cascos, y en la vestimenta, usan la marca Neerlandesa AGU.

## Palmarés
Para años anteriores, véase: Palmarés del Laboral Kutxa-Fundación Euskadi

### Palmarés 2025

#### UCI ProSeries
| Fechas | Carreras | Ganadora |

#### Calendario UCI Femenino
| Fechas       | Carreras                                         | Ganadora         |
| 3 de abril   | 1.ª etapa del Tour de El Salvador                | Usoa Ostolaza    |
| 6 de abril   | 4.ª etapa del Tour de El Salvador                | Usoa Ostolaza    |
| 8 de abril   | Gran Premio El Salvador                          | Laura Tomasi     |
| 14 de junio  | 2.ª etapa del Tour Internacional de los Pirineos | Usoa Ostolaza    |
| 15 de junio  | Tour Internacional de los Pirineos               | Usoa Ostolaza    |
| 15 de agosto | Gran Premio Yvonne Reynders                      | Cristina Tonetti |

#### Campeonatos nacionales
| Fechas      | Carreras                                 | Ganadora         |
| 24 de junio | Campeonato de Ucrania Contrarreloj (CRI) | Yúliya Biriukova |
| 28 de junio | Campeonato de Ucrania en Ruta            | Yúliya Biriukova |

#### Campeonatos continentales
| Fechas        | Carreras                               | Ganadora       |
| 10 de febrero | Campeonato Asiático Contrarreloj (CRI) | Yanina Kuskova |

## Plantillas

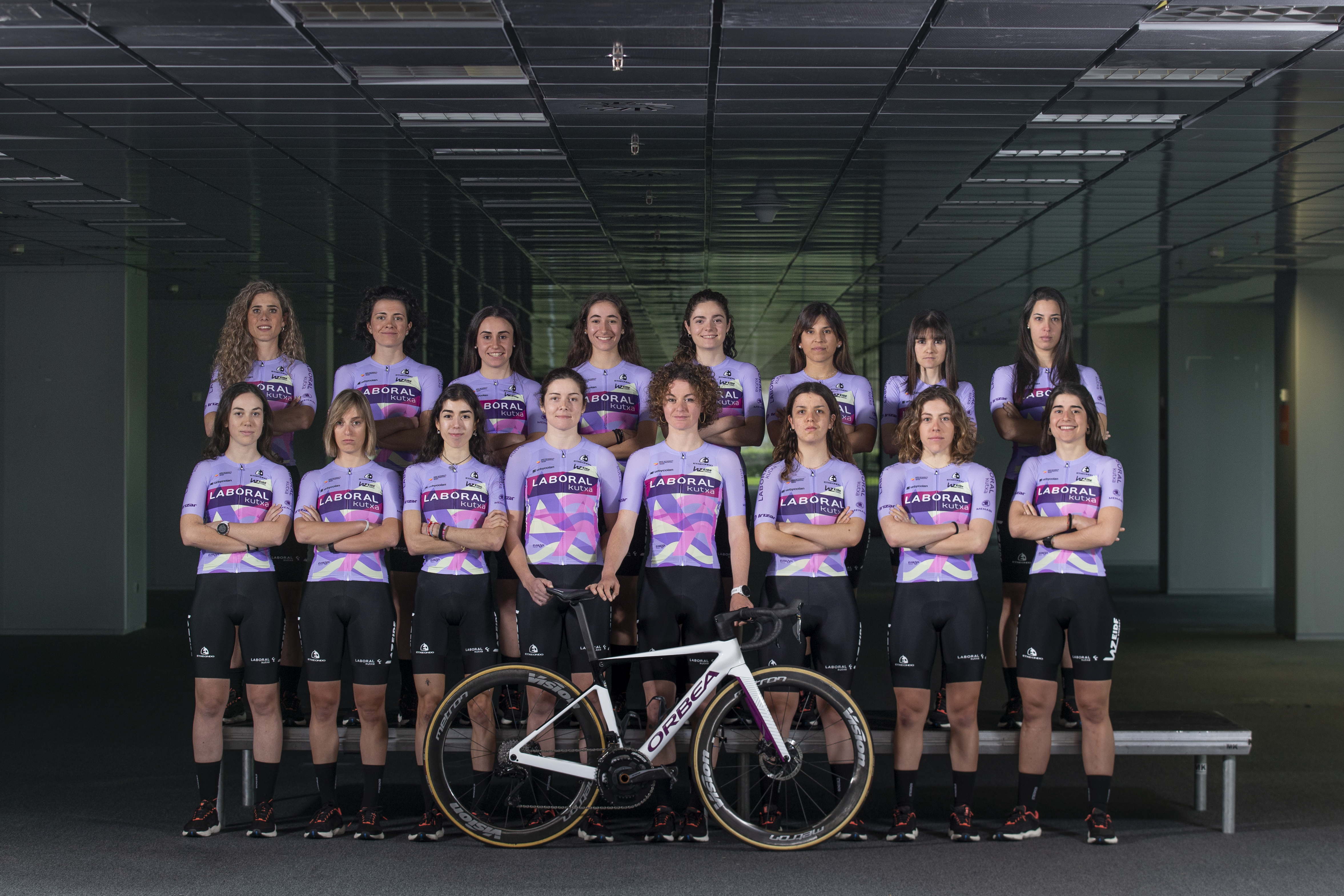
Plantilla del Laboral Kutxa Team 2023

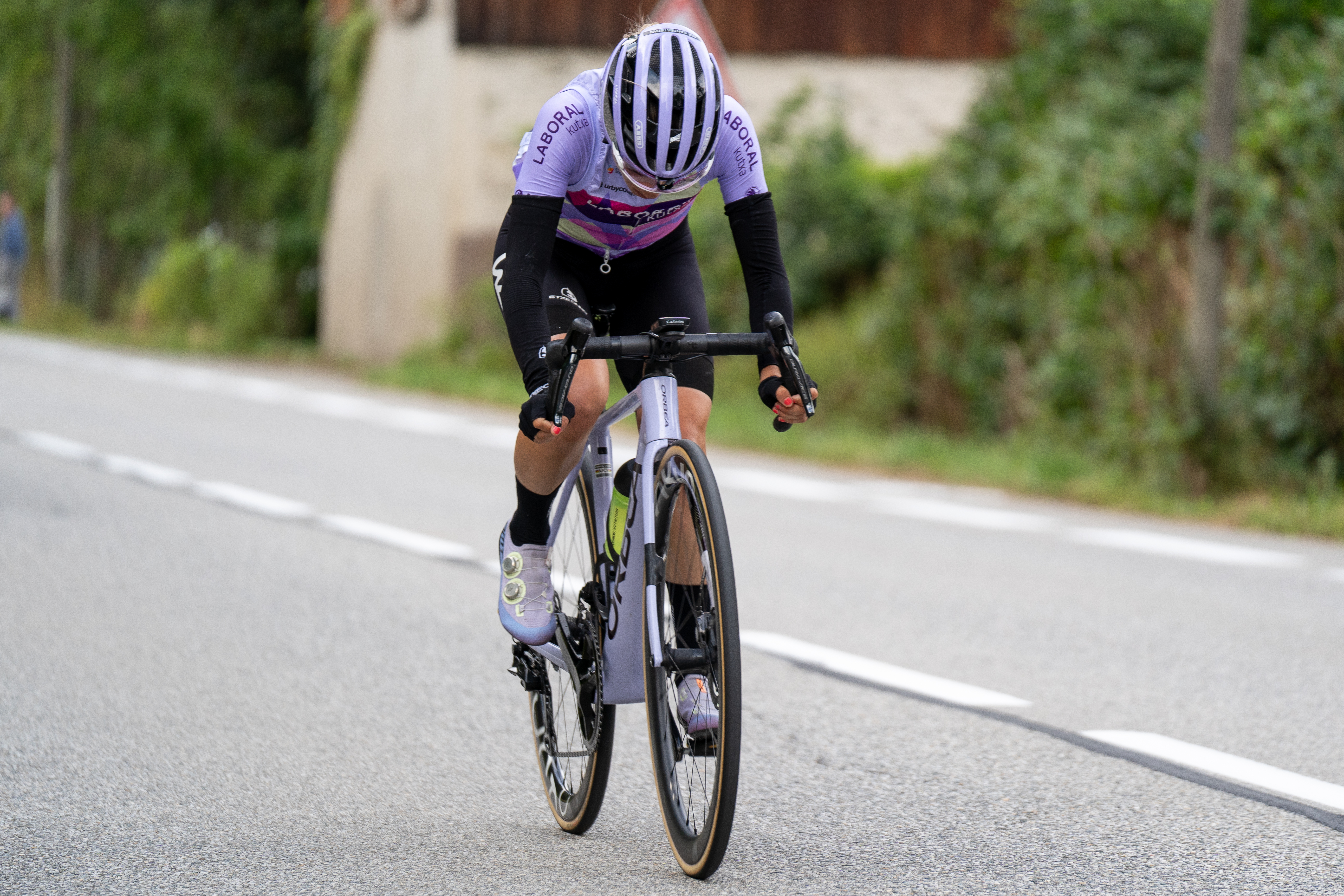
Ane SANTESTEBAN in stage 8 of the Tour de France Femmes 2024

Para años anteriores, véase Plantillas del Laboral Kutxa-Fundación Euskadi

### Plantilla 2025
| Integrantes del equipo 2025                    | Integrantes del equipo 2025 | Integrantes del equipo 2025                          | Integrantes del equipo 2025 |
| Corredor                                       | Fecha de nacimiento         | Equipo previo                                        |                             |
| ---------------------------------------------- | --------------------------- | ---------------------------------------------------- | --------------------------- |
| Naia Amondarain Gazañaga                       | 13 de febrero de 2001       | Sopela Women's Team (2022)                           |                             |
| Alice Maria Arzuffi                            | 19 de noviembre de 1994     | Ceratizit-WNT Pro Cycling (2024)                     |                             |
| Yúliya Biriukova                               | 24 de enero de 1998         | Human Powered Health (2024)                          |                             |
| Idoia Eraso                                    | 27 de febrero de 2002       |                                                      |                             |
| Arianna Fidanza                                | 6 de enero de 1995          | Ceratizit-WNT Pro Cycling (2024)                     |                             |
| Yanina Kuskova                                 | 11 de diciembre de 2001     | Tashkent City Women Professional Cycling Team (2024) |                             |
| Usoa Ostolaza                                  | 25 de febrero de 1998       |                                                      |                             |
| Ane Santesteban                                | 12 de diciembre de 1990     | Team Jayco AlUla (2023)                              |                             |
| Debora Silvestri                               | 8 de mayo de 1998           | Zaaf Cycling Team (2023)                             |                             |
| Catalina Soto                                  | 8 de abril de 2001          | Bizkaia-Durango (2023)                               |                             |
| Alba Teruel                                    | 17 de agosto de 1996        | Bizkaia-Durango (2022)                               |                             |
| Laura Tomasi                                   | 1 de julio de 1999          | UAE Team ADQ (2023)                                  |                             |
| Cristina Tonetti                               | 6 de julio de 2002          | Top Girls Fassa Bortolo (2023)                       |                             |
| Eneritz Vadillo Crespo                         | 1 de noviembre de 2004      |                                                      |                             |
| Irati Aranguren (1 de ago–31 de dic, aprendiz) | 8 de diciembre de 2007      |                                                      |                             |
| Maite Urteaga (1 de ago–31 de dic, aprendiz)   | 17 de octubre de 2000       |                                                      |                             |
|                                                |                             |                                                      |                             |
| Fuente: ProCyclingStats                        |                             |                                                      |                             |